# Облога Лілібею (277 р. до н. е.)
Облога Лілібею (277) – епізод бойових дій греко-карфагенської війни, котрий стався під час походу Пірра на захід Сицилії. 
У 277 р. до н.е. епірський цар Пірр, якого закликали на допомогу мешканці грецьких колоній Сицилії, виступив з великим військом у похід до західної, карфагенської, частини острова. Тут він підкорив собі численні міста, зокрема, узяв після важкого штурму Ерикс та заволодів Панормом. Після цього карфагеняни утримували лише один великий опорний пункт на західному завершенні острова – Лілібей (наразі Марсала), проти якого Пірр рушив восени 277 або на початку 276 р. до н.е.
Карфагеняни встигли підготуватись до облоги та доправили з Африки до Лілібею велику залогу. Вони легко постачали сюди продовольство, метальні машини та снаряди у будь-якій необхідній кількості, оскільки мали перевагу на морі. Останнє допомагало їм і тим, що більша частина міста була оточеною водою. На тій же частині периметра, котрий виходив до суходолу, оборонці додатково вирили великий рів, спорудили стіну та розставили вежі, відділені короткими проміжками.   
Попри зазначені вище обставини, карфагеняни спершу запропонували Пірру укласти мир та обіцяли виплатити велику суму коштів. Епірський воїтель був схильний залишити Лілібей Карфагену, проте його радники та представники грецьких міст Сицилії наполягали на заволодінні цим містом, що позбавило б ворога останнього плацдарму на острові. Приставши на їх умовляння, Пірр узявся за облогу.
Отаборившись біля міських укріплень, нападники влаштували протяжний штурм, провадячи для цього ротацію серед атакувальних загонів. Проте оборонцям вдалось вистояти завдяки великій кількості метальних пристроїв та воїнів з дротиками і пращами – їх було так багато, що мури не вміщували наявних сил. Зазнавши під важким обстрілом великих втрат, Пірр був змушений припинити штурм.
Тоді він наказав узятись за спорудження підкопів до стін та спорудити більш потужні облогові машини, аніж привезені з собою із Сиракуз. Проте земляним роботам заважав твердий кам’янистий ґрунт, а обложені продовжували впертий опір, так що, витративши під мурами міста два місяці, Пірр вирішив зняти облогу. 
Це була перша поразка епірського воїтеля у сицилійській кампанії, після якої він задумав спорядити великий флот та вирушити до Африки, щоб завдавати удару у серцевину карфагенських володінь замість битв за їх периферійні опорні пункти. Втім, наступ римлян на півдні Апеннінського півострова та погіршення відносин із сицилійськими греками невдовзі примусили Пірра назавжди полишити острів.  